# Tim Hug
Tim Hug (Soletta, 11 agosto 1987) è un ex combinatista nordico svizzero.

## Biografia
In Coppa del Mondo ha esordito il 26 gennaio 2008 a Seefeld in Tirol (32°) e ha ottenuto l'unica vittoria, nonché primo podio, il 4 gennaio 2014 a Čajkovskij.
In carriera ha partecipato a tre edizioni dei Giochi olimpici invernali, Vancouver 2010 (35° nel trampolino normale, 33° nel trampolino lungo, 9° nella gara a squadre), Soči 2014 (27º nel trampolino normale, 24º nel trampolino lungo) e Pyeongchang 2018 (27º nel trampolino normale, 24º nel trampolino lungo), e a sei dei Campionati mondiali (8° nella gara a squadre a Oslo 2011 il miglior risultato).
Saltuariamente prende parte anche a competizioni di salto con gli sci (tra queste, la gara a squadre dei Mondiali juniores 2005) e a gare minori di sci di fondo.

## Palmarès

### Coppa del Mondo
- Miglior piazzamento in classifica generale: 16º nel 2017
- 2 podi (entrambi individuali):
  - 1 vittoria
  - 1 secondo posto

#### Coppa del Mondo - vittorie
| Data           | Località   | Nazione | Trampolino     | Spec.       |
| -------------- | ---------- | ------- | -------------- | ----------- |
| 4 gennaio 2014 | Čajkovskij | Russia  | Snežinka HS106 | IN NH/10 km |

Legenda:

IN = individuale Gundersen

NH = trampolino normale